# Trachéide
 (juin 2019).

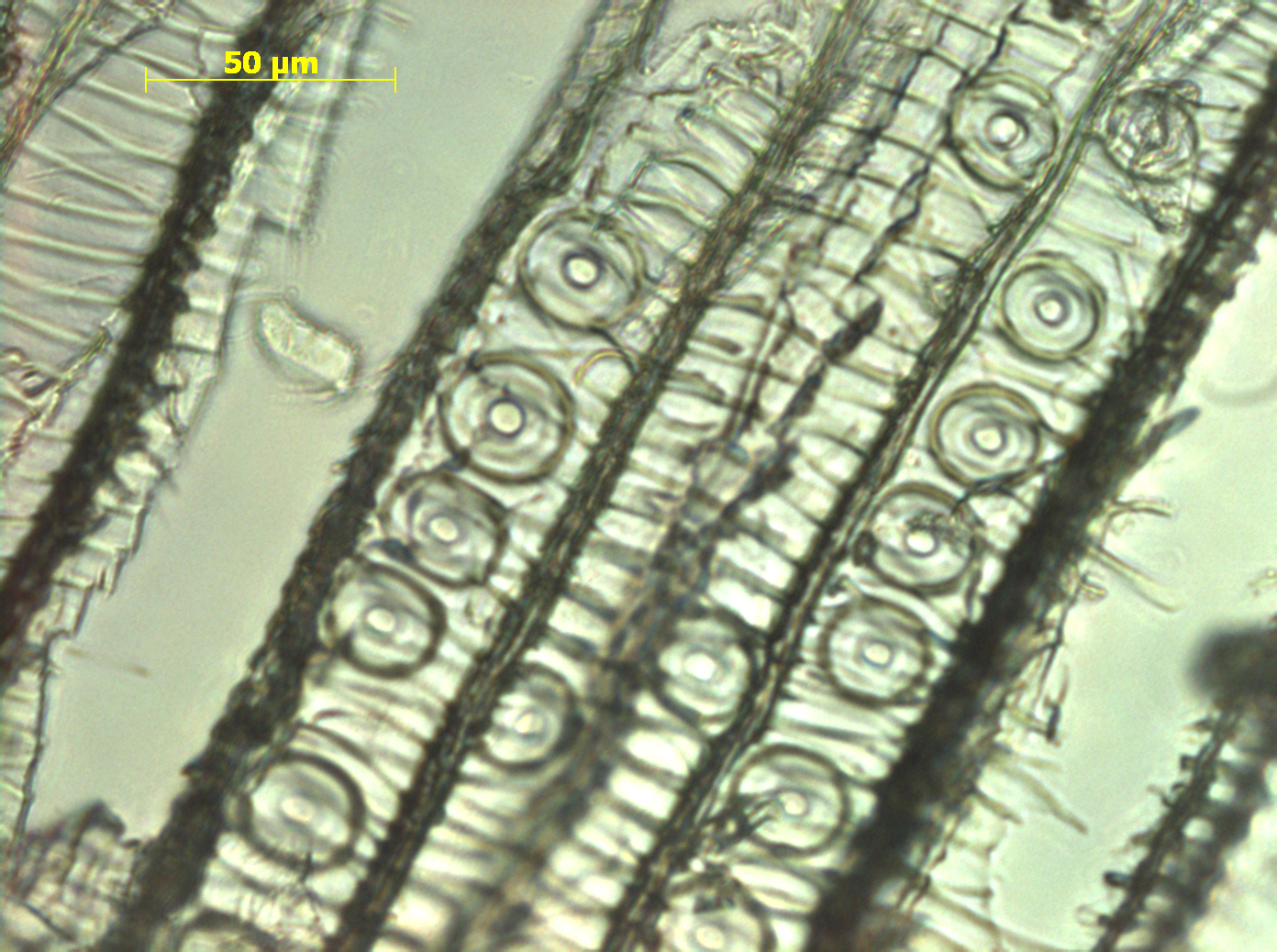
Trachéides de Pseudotsuga menziesii, le pin d'Oregon.
On remarque des trachéides aréolées au centre, et scalariformes à droite et surtout à gauche

Les trachéides sont des conduits permettant le transport de la sève brute (composée d'eau et de sels minéraux) chez les plantes vasculaires. Elles sont composées d'une suite de cellules de forme allongée. Lors de la formation des trachéides, ces cellules meurent, sont vidées de leur contenu et sont fusionnées verticalement pour former un conduit creux. Les trachéides sont situées dans le xylème, tissu des plantes permettant le transport de la sève brute. Issues du xylème primaire (protoxylème), elles possèdent un rôle dans le soutien global de la plante.
Outre les trachéides, les angiospermes possèdent des éléments de vaisseaux pour le transport de la sève brute.

## Rôle des trachéides
Elles assurent, au sein des assises libéro-ligneuses des zones peu lignifiées des plantes vasculaires, le transport de la sève brute en provenance des racines vers les feuilles, les fleurs, les fruits...
De diamètre plus réduit que les vaisseaux du xylème, les trachéides possèdent un rapport surface/volume plus élevé que ces derniers. Lorsque la transpiration végétale, principal moteur de la circulation de l'eau chez les plantes, est faible ou nulle (notamment la nuit), cette caractéristique permet aux trachéides d'empêcher l'eau de redescendre par gravité, grâce au phénomène d'adhésion capillaire.
Le rôle de soutien structural est bien visible dans le bois des conifères, où les trachéides sont nombreuses et confèrent à ce bois une bonne rigidité, même s'il est plus « tendre » que le bois des arbres contenant un pourcentage plus élevé de vaisseaux.
Dans les résineux, les trachéides sont formées de cellules s'empilant les unes sur les autres. Les cellules communiquent entre elles par des perforations simples ou scalariformes. Les trachéides communiquent entre elles par les ponctuations aérolées.

## Formation des trachéides
Elles se forment par une cascade d'étapes : vacuolisation, mise en place d'une paroi secondaire qui rigidifie la cellule et enfin par la mort cellulaire puis hydrolyse de la paroi.

## Trachéides et systématique
La présence de trachéides et vaisseaux constitue une des principales caractéristiques des végétaux vasculaires ou Tracheobionta. Les trachéides constituent plus de 90 % du bois tendre des gymnospermes et sont une des causes de leur déclin (à l'exception des Conifères qui ont conservé leur dynamique évolutionnelle) au profit des Angiospermes. Dans ces canalisations imparfaites, l'eau n'est conduite qu'à des vitesses de 0,5 à 2 centimètres par minute alors que dans les vaisseaux parfaits des arbres à fleurs, la circulation est plus rapide : 7 centimètres par minute chez le hêtre, 70 centimètres par minute chez le chêne et jusqu'à 2,50 mètres par minute chez les grands végétaux tropicaux grimpants.

## Sources
- (en) Wilson, K. & D.J.B. White (1986). The Anatomy of Wood: its Diversity and variability. Stobart & Son Ltd, London